# Joaquín Víctor González (Salta)
Joaquín Víctor González est une ville du nord-ouest de l'Argentine, située dans le département d'Anta de la province de Salta. Elle se trouve sur la rive gauche du río Juramento (ou río Pasaje)
On y accède depuis Salta par la route nationale 34 puis par la route nationale 16.

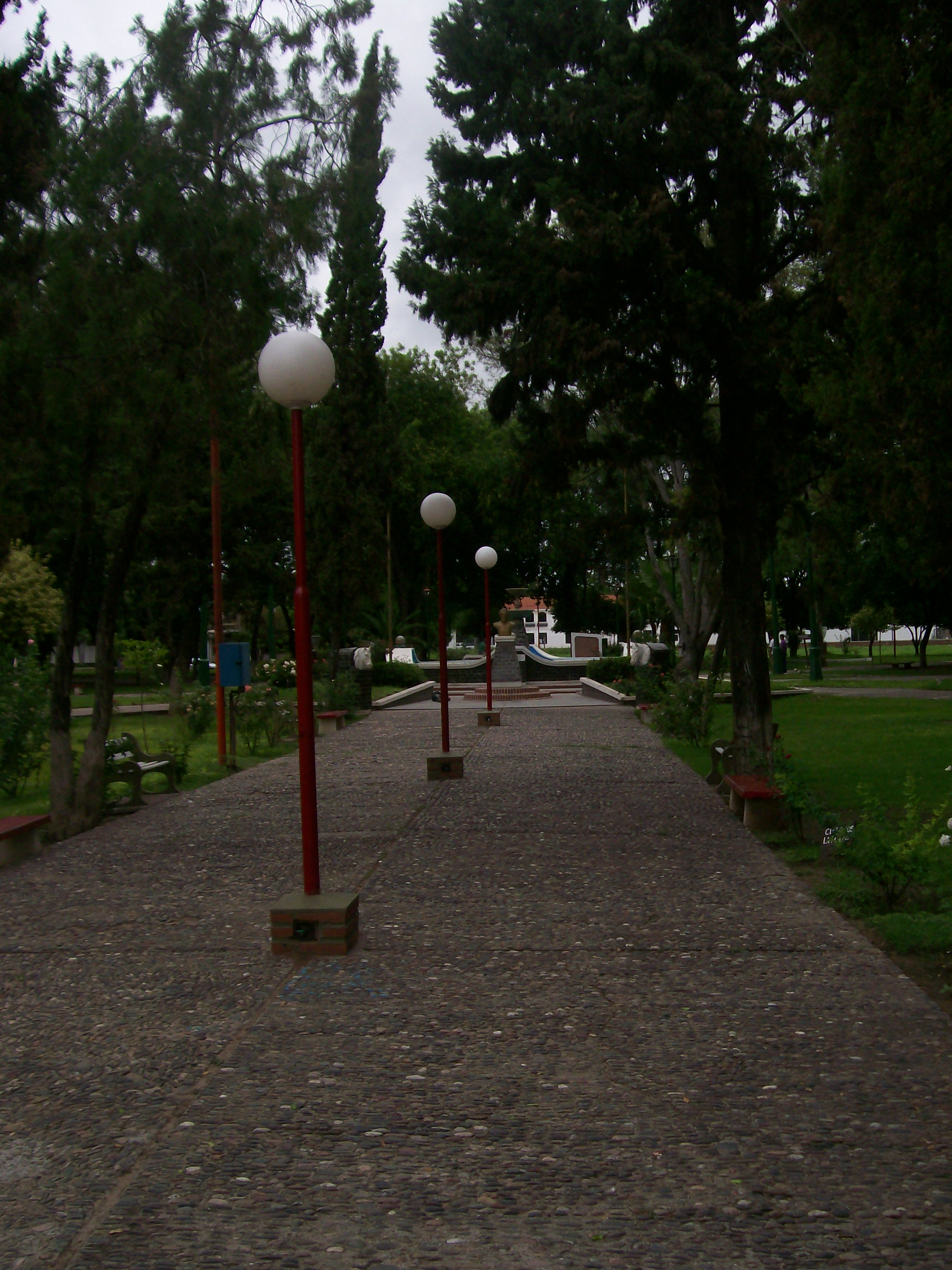
Sentier sur la place principale de Joaquín Víctor González.

## Population
La ville comptait 13 376 habitants en 2001, soit une hausse de 46,4 % par rapport aux 9.139 recensés en 1991.